# Bulbophyllum carassense
Bulbophyllum carassense är en orkidéart som beskrevs av R.C.Mota, F.Barros och João Renato Stehmann. Bulbophyllum carassense ingår i släktet Bulbophyllum och familjen orkidéer. Inga underarter finns listade i Catalogue of Life.